# 星协

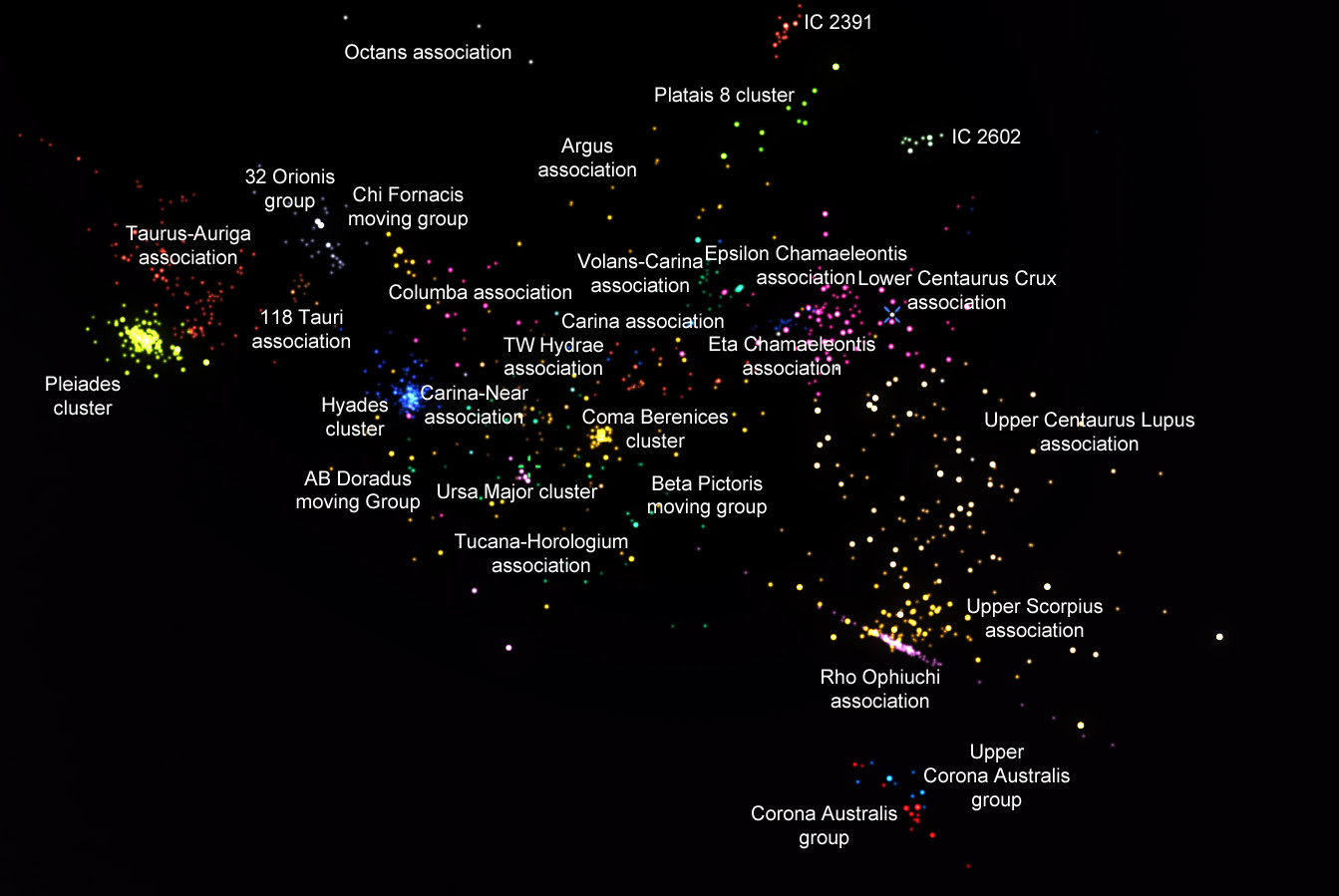
附近的星協和移動星群。圖右略偏上方的綠色十字標示太陽的位置。

星協是一種與疏散星團和球狀星團比較，組織都非常鬆散的恆星集團。与其他种类星团的区别在于它们的大小（大约200到300光年）。
星協通常包含10至100顆或更多的恆星，這些恆星有著共同的起源，但它們之間的引力束縛已經解除，只是仍在太空中一起運動。星協的成員通常還需要用化學成分來鑑定：光谱型大致相同、物理性质相近的恒星組成，是具有物理联系的恆星，具有很高光度的年轻恒星（数千万年）组成結構很鬆散的恆星集團。
星協的概念由亚美尼亚（当时属于苏联）天文学家維克托·安巴楚勉于1947年提出。常規的星協名稱是使用它們所在的星座(或星座們) 的名稱、類型，有時還會使用數字來識別。

## 類型
維克托·安巴楚勉首先根據恆星的性質將星協分為兩種：OB星協和T星協。第三種，R星協，是後來由西德尼·范登貝赫提出，認為它與反射星雲有關。
OB、T、和R星協常形成年輕恆星群的連續集團，但現在還不清楚它們是演化的序列，還是代表其它因素的作用。有些星協還同時顯示OB和T的性質，因此在分類上常造成困擾而不明確。

### OB星協
稱為OB星協的年輕星協，將包含10〜100顆類型為O型或B型的巨大恆星。它們被認為是在巨分子雲內同一個小區域內形成的，而一旦周圍的塵埃和氣體被吹走，剩下的這些恆星就會變得鬆散並開始漂移。人們相信銀河系中大多數恆星都是在OB星協內形成的。
O型恆星是短命的，根據恆星的質量，大約在100萬到1,500萬年後會以超新星的形式終結。因此，OB星協一般只有幾百萬年甚至更少的年齡。O-B型的恆星會在1,000萬年內燃燒掉所有的燃料（與現在已經50億年的太陽年齡比較）。
依巴谷衛星提供的量測結果定位了太陽周圍650秒差距範圍內的12個OB星協。最接近的是天蠍-半人馬星協，與太陽的距離只有400光年。
在大麥哲倫星系和仙女座星系中也發現了OB星協。這些星協非常的鬆散，跨越的直徑達到1,500光年 。

### T星協
年輕的星協可能包含一些金牛T星，這是新誕生仍處於要進入主序帶階段的恆星。這些擁有少量金牛T星的集團被稱為T星協。最接近的例子是金牛-御夫星協（Tau-Aur T association），與太陽的距離是140秒差距。其它T星協的例子包括南冕座R星協、豺狼座星協、鹿豹座星協和船帆座星協。T星協通常出現在形成它們的分子雲附近，有些，但不是所有的，會包含O-B型的恆星。
總結這些移動星群的特徵：它們具有相同的年齡和起源、相同的化學成分，它們在速度向量上有相同的振幅和方向。

### R星協
照亮反射星雲的恆星集團稱為R星協，它的名稱是維克托·安巴楚勉在發現這些星雲中的恆星分布不均勻後提出的名稱。這些年輕的恆星群所包含的主序星，其質量不足以驅散形成它們的星際雲。這使得天文學家可以研究周圍暗星雲的性質。因為R星協比OB星協更豐富，可以用它們來追蹤星系旋臂的結構。距離太陽830 ± 50秒差距的麒麟座R2是R星協的一個例子。

## 特征
- 比疏散星团更松散，其成员星空间密度甚至低于周围星场。
- 大致呈球状，向银道面高度集结，并常位于星云附近。
- 它是很年轻的不稳定的恒星系统。

## 已知的星協
大熊座移動星群是星協的一個例子（除了天樞和瑤光，所有在大北斗中的恆星北斗七星，都是該群的成員）。
其它年輕的移動星群包括：
- 本地星協（昴宿移動星群）
- 畢宿星流
- IC 2391超星團
- 繪架座β移動星群
- 北河二移動星群
- 劍魚座AB移動星群
- 武仙座ζ移動星群
- 英仙座α移動星群

## 外部連結
- Stellar kinematic groups, Superclusters, Moving Groups （页面存档备份，存于） - D. Montes, UCM
- New associations of young stars （页面存档备份，存于） - D. Montes, UCM